# Ricardo Rojas (scrittore)
Ricardo Rojas Sosa (San Miguel de Tucumán, 16 settembre 1882 – Buenos Aires, 29 luglio 1957) è stato uno scrittore, drammaturgo e storico argentino.

## Biografia
Veniva da una delle famiglie più influenti della Provincia di Santiago del Estero. Suo padre era Absalón Rojas, che era governatore della provincia.
Si trasferì a Buenos Aires per proseguire la sua formazione, diviene docente di letteratura argentina all'università della capitale. Nel 1907 di ritorno dall'Europa, scrisse la Restauración nacionalista, che suscitò forti polemiche.
Per la sua militanza nell'Unione Civica Radicale fu arrestato e poi inviato al confino nella Terra del fuoco.
Divenne rettore dell'Università di Buenos Aires dal 1926 al 1930.
È stato anche il direttore della compagnia petrolifera Yacimientos Petrolíferos Fiscales.
Oltre a diverse opere d'ambito storico e di critica letteraria, ha scritto opere teatrali basate su tematiche incas, e poesie d'ispirazione neoromantica.
Nel 1945  ha ricevuto il "premio d'honor" della Società argentina degli scrittori (Sade).
Nel 1955 con la caduta del regime peronista fu nominato dal governo provvisorio ambasciatore in Perù.

## Opere
- Victoria del Hombre (1903)
- El país de la Selva (1907)
- Cartas de Europa (1908)
- El Alma Española (1908)
- Cosmópolis (1908)
- La Restauración Nacionalista (1909)
- Bibliografía de Sarmiento (1911)
- Los Lises del Blasón (1911)
- Blasón de Plata (1912)
- Archivo Capitular de Jujuy (1913/1944)
- La Universidad de Tucumán (1915)
- La Argentinidad (1916)
- Poesías de Cervantes (1916)
- Historia de la literatura argentina, 8 tomos.
- Los Arquetipos (1922)
- Poesías (1923)
- Facultad de Filosofía y Letras (1924)
- Discursos (1924)
- Eurindia (1924)
- La Guerra de las Naciones (1924)
- Las Provincias (1927)
- El Cristo Invisible (1927)
- Elelín (1929)
- Discursos del Rector (1930)
- Silabario de la Decoración Americana (1930)
- La Historia de las Escuelas (1930)
- Memoria del Rector (1930)
- El Radicalismo de Mañana (1932)
- El Santo de la Espada (1933)
- Cervantes (1935)
- Retablo Español (1938)
- Un Titán de los Andes (1939)
- Ollantay (1939)
- El Pensamiento vivo de Sarmiento (1941)
- Archipiélago (1942)
- La Salamanca (1943)
- El Profeta de la Pampa (1945)
- La Entrevista de Guayaquil (1947)
- La Victoria del Hombre y otros cantos (1951)
- Ensayo de crítica histórica sobre Episodios de la vida internacional Argentina (1951)
- Oda Latina (1954)